# St. Johannes Baptist (Westernach)

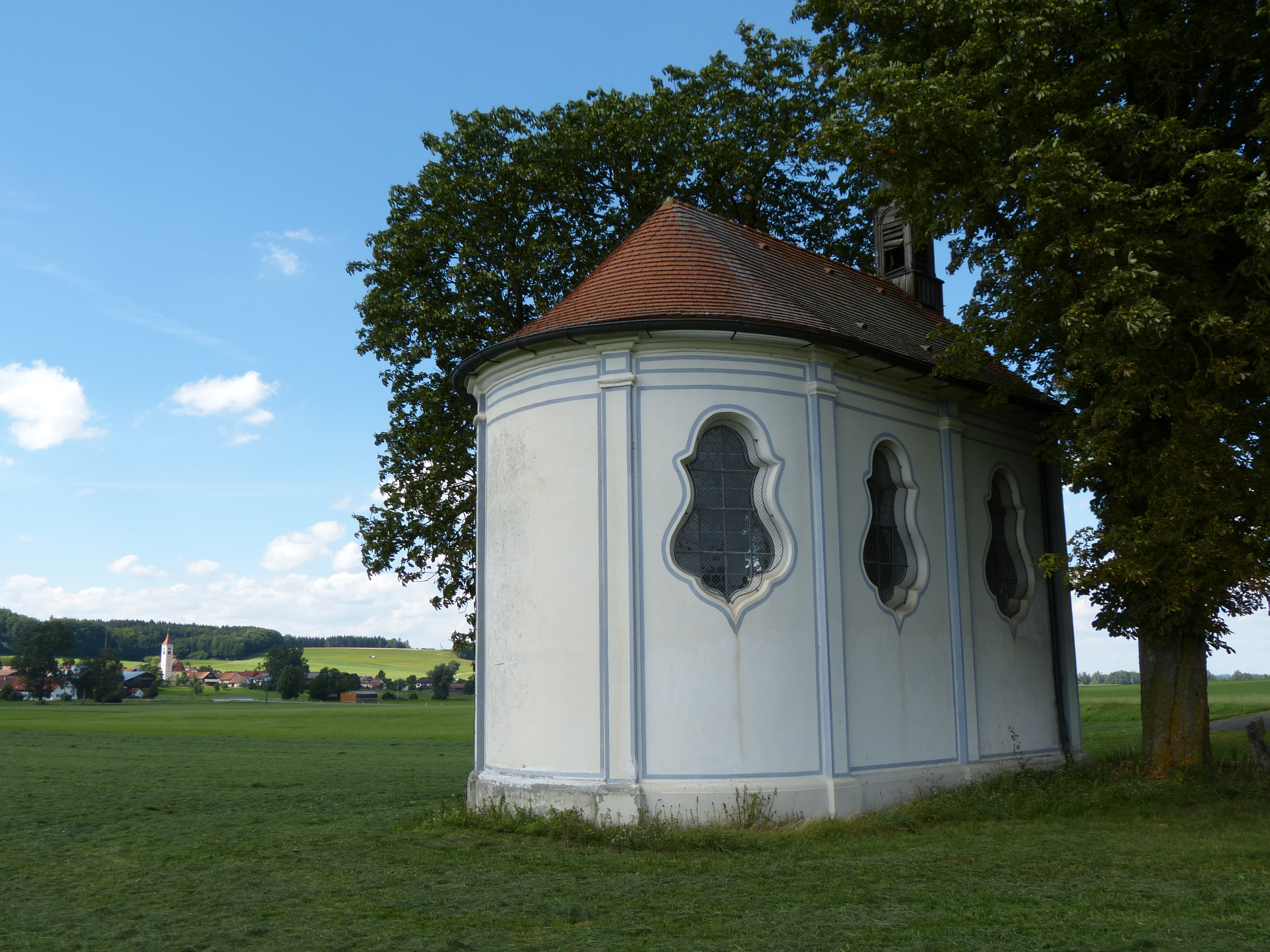
St. Johannes Baptist in Westernach

Die römisch-katholische Feldkirche St. Johannes Baptist steht in Westernach, einem Stadtteil von Mindelheim im schwäbischen Landkreis Unterallgäu in Bayern. Das Bauwerk ist in der Liste der Baudenkmäler in Mindelheim als Baudenkmal unter der Nr. D-7-78-173-183 eingetragen.

## Beschreibung
Die Kapelle wurde 1753 erbaut und 1969 erneuert. Sie besteht aus einem Langhaus, das außen mit Pilastern gegliedert ist, und im Südwesten halbrund geschlossen ist. Der ursprüngliche Kirchturm wurde 1860 durch einen Giebelreiter über der Fassade im Nordosten ersetzt. 
Der mit Pilastern gegliederte Innenraum ist mit einem Stichkappengewölbe überspannt. Die Deckenmalereien wurden 1757 ausgeführt. In einer Kartusche befindet sich ein Emblem über die Trinität.